# Cruis'n (videojuego)
Cruis'n es un videojuego de carreras para la consola Wii desarrollado por Just Games Interactive y publicado por Midway Games. El juego fue lanzado el 27 de noviembre de 2007 en Norteamérica. Más tarde fue lanzado en Australasia el 14 de febrero de 2008 y en Europa el 27 de marzo de 2008. Es el quinto juego de la serie. Es un port del videojuego The Fast and the Furious, sin la licencia de la película.

## Jugabilidad
Tiene similar jugabilidad a los títulos  pasados en la serie Cruis'n; los jugadores corren bajo una via de carreras consistíendo de calles (basadas en locaciones de la vida real) mientras se evitan varios peligros de la carretera así como tráfico y construcciones. Los jugadores pueden ganar un limitado impulso temporal en la velocidad usando óxido de nitrógeno, también conocido como  N2O o simplemente Nitroso.
Cruis'n, como sus contrapartes de arcade, permite a los jugadores personalizar y mejorar sus autos, así como alerones, calcomanías, luces de neon, efecto suelo, y motores, de los cuales la mayoría se compra con dinero ganado de las carreras.
Cruis'n contiene doce pistas que pueden corridas en cuatro diferentes niveles de dificultad.

## Desarrollo
En 2006, Midway estaba planificando para producir The Fast and the Furious para videoconsolas, pero perdió la licencia durante la producción del juego. Midway posteriormente cambió su nombre a Cruis'n y empleó los desarrolladores de videojuegos Just Games Interactive y Raw Thrills, quienes desarrollaron el original The Fast and the Furious. El juego fue anunciado en 2007.
Durante el verano de 2007, Midway públicó tres capturas de pantalla demostrando gráficos actualizados. Más tarde publicaron capturas adicionales y anunció modo de dos jugadores así como una personalización de autos para el juego. Unos meses más tarde, Midway lanzó el juego, experimentando dificultades de desarrollo.